# العنف الأسري في نيجيريا
العنف الأسري في نيجيريا يمثل مشكلة مثل أماكن كثيرة في قارة افريقيا. هناك اعتقاد ثقافى مترسخ في نيجيريا أن ضرب المرأة لـتأديبها هو أمر مقبول اجتماعيا. العنف الأسري في نيجيريا منتشر على نطاق واسع ولا يوجد أي إشارة للتوقف. مؤسسة كليين أقرت أن هناك 1 من كل 3 مستجيبين يعترفون أنهم يتعرضون للـ عنف الاسري. أشارت الاحصائيات أن هناك زيادة في معدلات العنف الأسري في كل أنحاء الدولة في الثلاث سنوات الماضية من 21% في عام 2011 لـ 30% في عام 2013. في أخر استفتاء اجرته مؤسسة كليين عام 2012 للجريمة والسلامة اعترف أكثر من 31 % من العينة المختارة بـ أنهم ضحايا للـ عنف الاسري. العنف الأسري متخذ لـ عدة أشكال منها المادى، الجسدي، العاطفى والعقلى. وبـ حكم العادة يتم ارتكاب العنف الأسري ضد المرأة مثل: الاغتصاب، الاعتداء بـ الأحماض، التحرش الجنسي، ضرب الزوجة والعقاب البدنى. الحكومة النيجيرية أتخدت إجراءات قانونية لمقاضاة الرجال الذين يسيئون معاملة النساء في عدة ولايات. حالياً هناك عدة قوانين فيدرالية متعلقة بـ العنف الأسري واستجابة ودعم وطنى لـ قضايا العنف الاسري.